# Mini-Trac

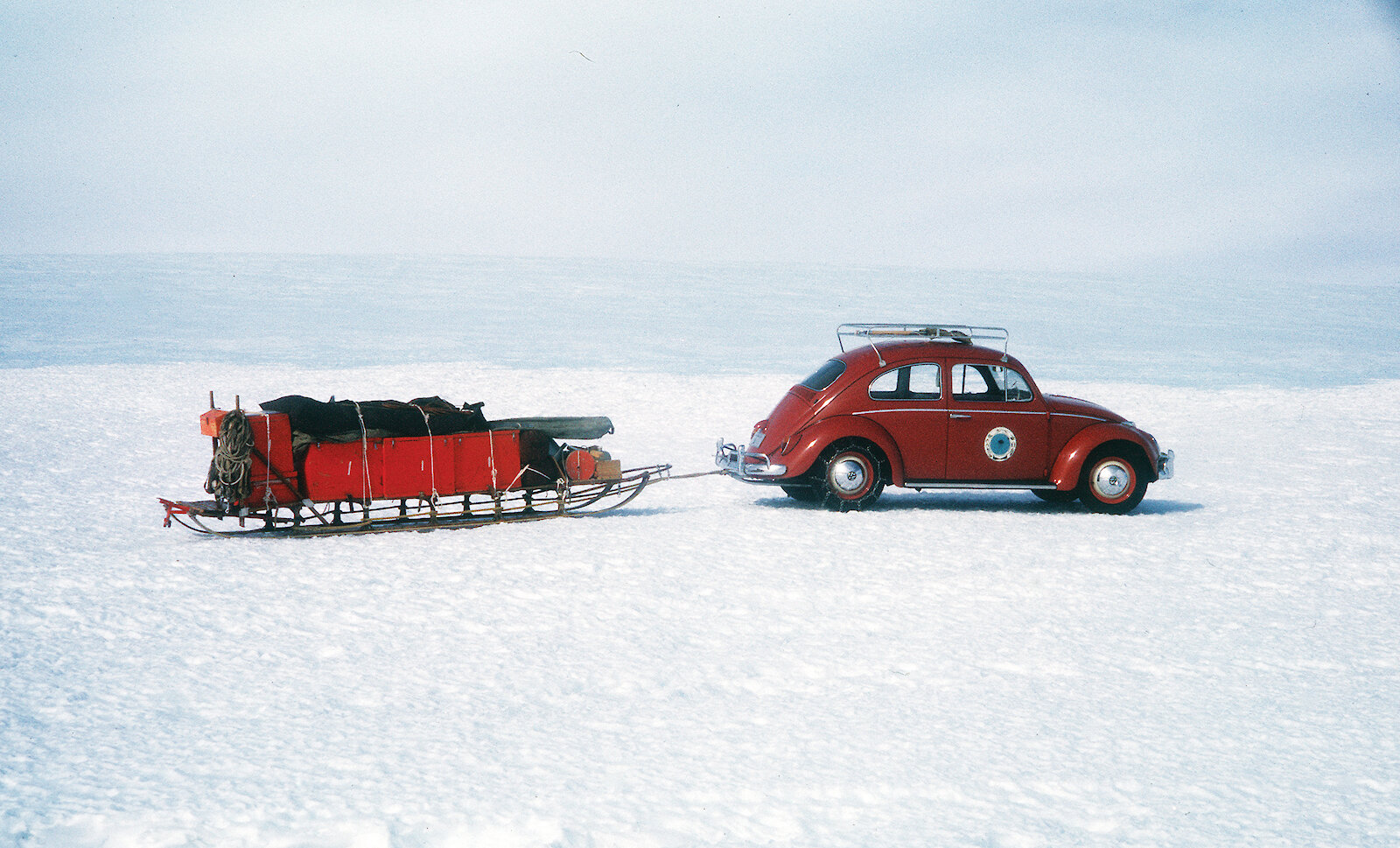
VW Kever "Antarctica 1" (1963)

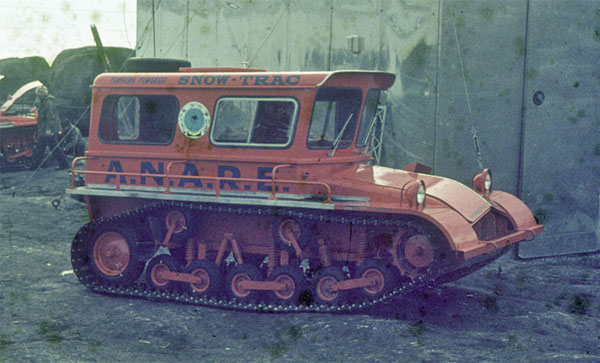
Snow-Trac ST-4 (1963)

De Mini-Trac was een aangepaste Mini Morris 850 uitgerust met rupsbanden voor gebruik op Antarctica. De Mini-Tracs werden geproduceerd door Terry O'Hare in opdracht van de Australian National Antarctic Research Expeditions (ANARE). In totaal werden er drie geproduceerd, waarvan één in 1965 gebruikt werd op het Antarctisch onderzoeksstation Wilkes Station.

## Geschiedenis
De Australische Antarctische bases worden beheerd door de Australian National Antarctic Research Expeditions (ANARE), opgericht in 1947. In 1960 besloot ANARE dat aangepaste kleine en goedkopere voertuigen getest moesten worden naast de grotere en complexere rupsvoertuigen. In 1963 leverde Volkswagen een VW Kever genaamd "Antarctic 1". In 1964 volgde een vervanger genaamd "Antarctic 2". Van 1963 tot 1970 werden de voertuigen gebruikt op Mawson Station. Vanwege de tweewielaandrijving waren de Volkwagens beperkt in het type terrein dat ze konden navigeren. Verschillende conventionele motorfietsen werden ook getest, echter waren deze niet in staat om een noemenswaardige hoeveelheid uitrusting te vervoeren.
In 1956 werd het bedrijf Re-Car (een reïncarnatie was van een eerder autobedrijf) opgericht door Terry O'Hare. Het bedrijf bouwde voornamelijk houten carrosserieën om bestaande auto's om te bouwen tot woodies. In de jaren zestig importeerde het bedrijf Snow-Trac-chassis uit Zweden en Nodwell-rupstruckchassis uit Canada, om er vervolgens carrosserieën voor te bouwen naar de eisen van ANARE. Als basis voor het kleiner rupsvoertuig voor ANARE besloot O'Hare dat het basisvoertuig voorwielaandrijving moest hebben, omdat de meeste sneeuwvoertuigen het aandrijfwiel aan de voorkant van de rupsen hebben en relatief goedkoop in aanschaf zijn. De enige lokaal beschikbare opties waren de Morris 1100, en de Morris 850 die uiteindelijk werd gekozen. Als verwijzing naar de Snow-Trac noemde O'Hare het voertuig de Mini-Trac.

## Aanpassingen
Het voertuig bestond uit het carrosserie van een Morris 850 en het rupsonderstel van een Snow-Trac ST-4. De motor werd vervangen door de grotere motor van een Morris 1100, omdat de standaard motor onvoldoende vermogen had. Het resultaat was een vermogen van 50 pk en een koppel van 81 Nm. Ook werden de wielkasten vlak gemaakt met de rest van het carrosserie. In de cabine werd een verwarming toegevoegd en het stuur werd vervangen door twee verticale hendels om naar links en naar rechts mee te draaien. De vier stoelen werden behouden, evenals de standaard versnellingsbak met vier versnellingen. Voor het remmen werd gebruik gemaakt van de standaard trommelremmen, echter werden alleen de remmen op de achterwielen gebruikt. Verder werd het voertuig aan beide kanten uitgerust met drie standaard wielen als onderdeel van het rupsonderstel.